# Nili
Nili (hebrejsky ניל״י‎, akronym verše 15:29 z 1. knihy Samuelovy נצח ישראל לא ישקר‎, necach Jisra'el lo ješaker, v ekumenickém překladu „věčný Bůh Izraele neklame“) byla židovská špionážní síť, založená v roce 1915 pro podporu Spojeného království v boji proti Osmanské říši v Palestině během první světové války. Jejími zakladateli byli Aaron Aaronsohn a Avšalom Feinberg, přičemž později mezi vedení skupiny patřila též Aaronsohnova sestra Sára a Josef Lišanski. K založení se rozhodli poté, co Turci začali deportovat Židy z Palestiny a proslýchaly se zprávy o turecké genocidě Arménů. Jádro skupiny tvořilo asi třicet lidí, kteří se práci pro Nili věnovali na plný úvazek, a řada dalších lidí, kteří pracovali jen občasně.
Mezi únorem a říjnem 1917 k břehům Atlitu v noci připlouval člun z lodi Monegan, aby od skupiny přebíral shromážděné informace (o rozmístění tureckých vojenských útvarů, ekonomické a politické situaci v zemi, a mnohé další) a předával jí dopisy, noviny, instrukce, peníze a zlato. Finanční prostředky a zlato sloužily z malé části pro pokrytí výdajů Nili, většina však byla využita na zlepšení situace strádající a mnohdy hladovějící palestinské židovské populace, a od skupiny je přebíral Me'ir Dizengoff. Všechny tyto informace posléze pomohly britskému generálu Edmundu Allenbymu v překvapivém britském útoku a vojenskému vítězství nad Osmanskou říší.
Avšalom Feinberg, Sára Aaronsohnová ani Josef Lišanski se britského vítězství nedožili. Feinberga zastřelili Beduíni, když při pokusu o znovunavázání ztraceného spojení s Brity překračoval Sinajskou poušť. Sára Aaronsohnová spáchala sebevraždu poté, co byla skupina odhalena Turky, kteří ji po zatčení při výsleších několik dní krutě mučili. Josefa Lišanského zradili členové židovské skupiny ha-Šomer, kteří se jej pokusili zabít. Tento pokus přežil, leč později byl zajat, a den před Allenbyho dobytím Jeruzaléma byl popraven v Damašku.
Skupině se dostalo uznání až po šestidenní válce v roce 1967. Na její počest bylo v Izraeli pojmenováno mnoho ulic a dále též mošav Giv'at Nili nedaleko Haify a osada Nili na Západním břehu Jordánu. V roce 1956 byl dům Aaronsohnových v Zichron Ja'akovu přeměněn na muzeum Nili, též známé jako Bejt Aharonson (בית אהרונסון‎‎).